# Le Perreux-sur-Marne

Położenie Le Perreux-sur-Marne w ramach aglomeracji paryskiej

Perreux-sur-Marne – miejscowość i gmina we Francji, w regionie Île-de-France, w departamencie Dolina Marny.
Według danych na rok 1990 gminę zamieszkiwało 28 477 osób, a gęstość zaludnienia wynosiła 7 191 osób/km² (wśród 1287 gmin regionu Île-de-France Perreux-sur-Marne plasuje się na 84. miejscu pod względem liczby ludności, natomiast pod względem powierzchni na miejscu 753.).

## Współpraca
- Lambaréné, Gabon
- Anjou, Kanada
- Forchheim, Niemcy